# جون بورغس (قسيس)
جون بورغس (بالإنجليزية: John Melville Burgess)‏ هو قسيس أمريكي، ولد في 11 مارس 1909 في غراند رابيدز في الولايات المتحدة، وتوفي في 24 أغسطس 2003 في فينيارد هافن في الولايات المتحدة.